# Ewa Aulin

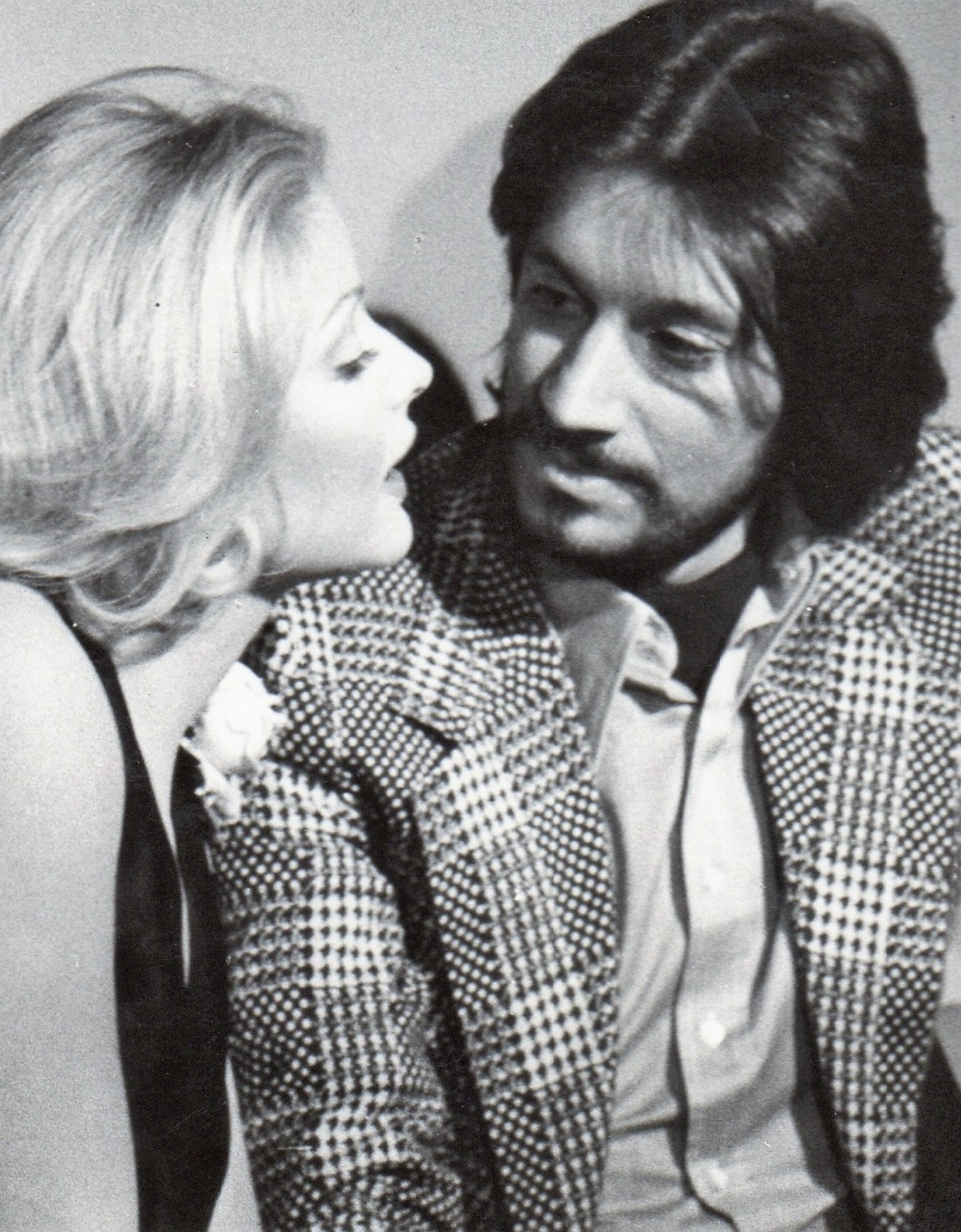
Ewa Aulin und Giovanni Petrucci in einer Szene des Films Quando l’amore è sensualità (1973).

Ewa Brigitta Aulin (* 13. Februar 1950 in Landskrona) ist eine schwedische Filmschauspielerin.

## Leben und Wirken
Ewa Aulin lebte in der Nachbarschaft von Gunnar Fischer, der sie 1965 für die Darstellung eines jungen Mädchens in seinem Kurzfilm auswählte. Nach gewonnenem Schönheitswettbewerb in Schweden und dem Titel  „Miss Teen International 1966“ in den USA erhielt sie einen Filmvertrag in Italien, wo sie einige Filme drehte, die meist in Vergessenheit gerieten. Ihr bedeutendster Film war die Fantasy-Komödie Candy, wofür sie 1969 für einen Golden Globe als Beste Nachwuchsdarstellerin nominiert wurde. Ihre Filmkarriere dauerte sieben Jahre, bei der sie bei 16 Langfilmen mitwirkte.
Nachdem ihre seit 1968 andauernde Ehe mit dem amerikanischen Künstler John Shadow 1972 geschieden wurde, heiratete sie 1974 erneut und wandte sich vom Filmgeschäft ab. Sie bekam zwei Töchter und schrieb sich an der Universität für ein Lehramtsstudium ein und wurde als Lehrerin tätig. Lediglich 1996 spielte sie noch einmal eine kleine Nebenrolle in der italienischen Komödie Mi fai un favore.

## Filmografie (Auswahl)
- 1965: Djävulens instrument (Kurzfilm)
- 1967: Die Falle (La morte ha fatto l'uovo)
- 1967: Ich bin wie ich bin (Col cuore in gola)
- 1968: Candy
- 1970: Microscopic Liquid Subway to Oblivion
- 1971: Love Inferno (La controfigura)
- 1972: Dein Vergnügen ist auch mein Vergnügen (Il tuo piacere è il mio)
- 1973: Fünf Rätsel zum Tod (Una vita lunga un giorno)
- 1973: Die Mörder-Bestien (La morte ha sorriso all'assassin)
- 1996: Mi fai un favore